# District de Xiaoting
Le district de Xiaoting (猇亭区 ; pinyin : Xiāotíng Qū) est une subdivision administrative de la province du Hubei en Chine. Il est placé sous la juridiction de la ville-préfecture de Yichang.

## Transport
Le métro de Yichang qui est en planification devrait desservir ce district.